# Ekenäs

Wappen von Ekenäs

Ekenäs [ˈeːkɛˌnɛːs] (schwed.), finn. Tammisaari [ˈtɑmːiˌsɑːri] ist eine ehemals selbstständige Stadt im Süden Finnlands. Heute ist Ekenäs der größte Ort und Verwaltungssitz der Stadt Raseborg, welche Anfang 2009 durch den Zusammenschluss der Städte Ekenäs und Karis sowie der Gemeinde Pohja (schwed. Pojo) entstand.

## Geographie und Bevölkerung

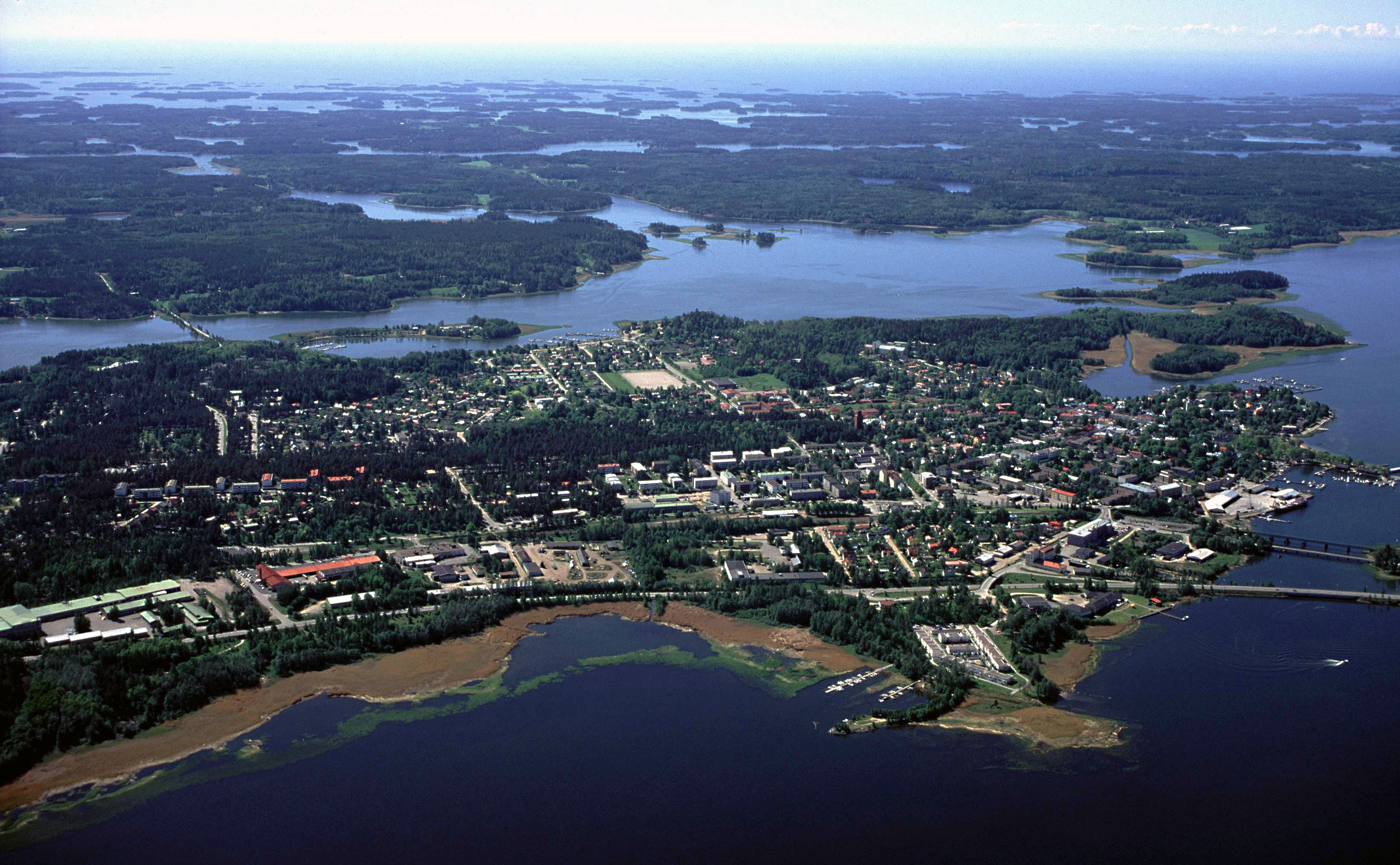
Luftbild von Ekenäs

Ekenäs liegt im Westen der Landschaft Uusimaa (Nyland) an der Küste des Finnischen Meerbusens 90 km westlich der Hauptstadt Helsinki (Helsingfors). Das Stadtzentrum liegt auf einer Landzunge zwischen zwei schmalen Meeresbuchten. Das Klima in Ekenäs ist dank des Einflusses der Ostsee und der durch die vorgelagerten Schären geschützten Lage sehr mild. Daher gedeihen in Ekenäs die in Finnland seltenen Eichen, denen die Stadt auch ihren Namen Ekenäs („Eichenhalbinsel“) bzw. Tammisaari („Eicheninsel“) verdankt. Der Stadt vorgelagert ist ein Schärengebiet mit rund 1.300 Inseln. Teile des Schärengebiets bilden den Ekenäs-Schärennationalpark. Ekenäs ist auf Grund der Lage und des Schärengartens heute ein beliebtes Seglerrevier und verfügt über einen Gasthafen, der vor allem von Seglern auf dem Weg von und nach Helsinki häufig genutzt wird.
Außer der eigentlichen Stadt gehörte zu Ekenäs verwaltungsmäßig ein größeres Gebiet im ländlichen Umland. Unter Ausschluss der Meeresgebiete hatte das administrative Stadtgebiet von Ekenäs eine Fläche von 742,67 km² (davon 15,94 km² Binnengewässer). Die Einwohnerzahl der Stadt betrug zuletzt 14.754; 82,2 % der Bevölkerung sind Finnlandschweden. Offiziell ist die Stadt Ekenäs zweisprachig mit Schwedisch als Mehrheits- und Finnisch als Minderheitssprache.

## Geschichte

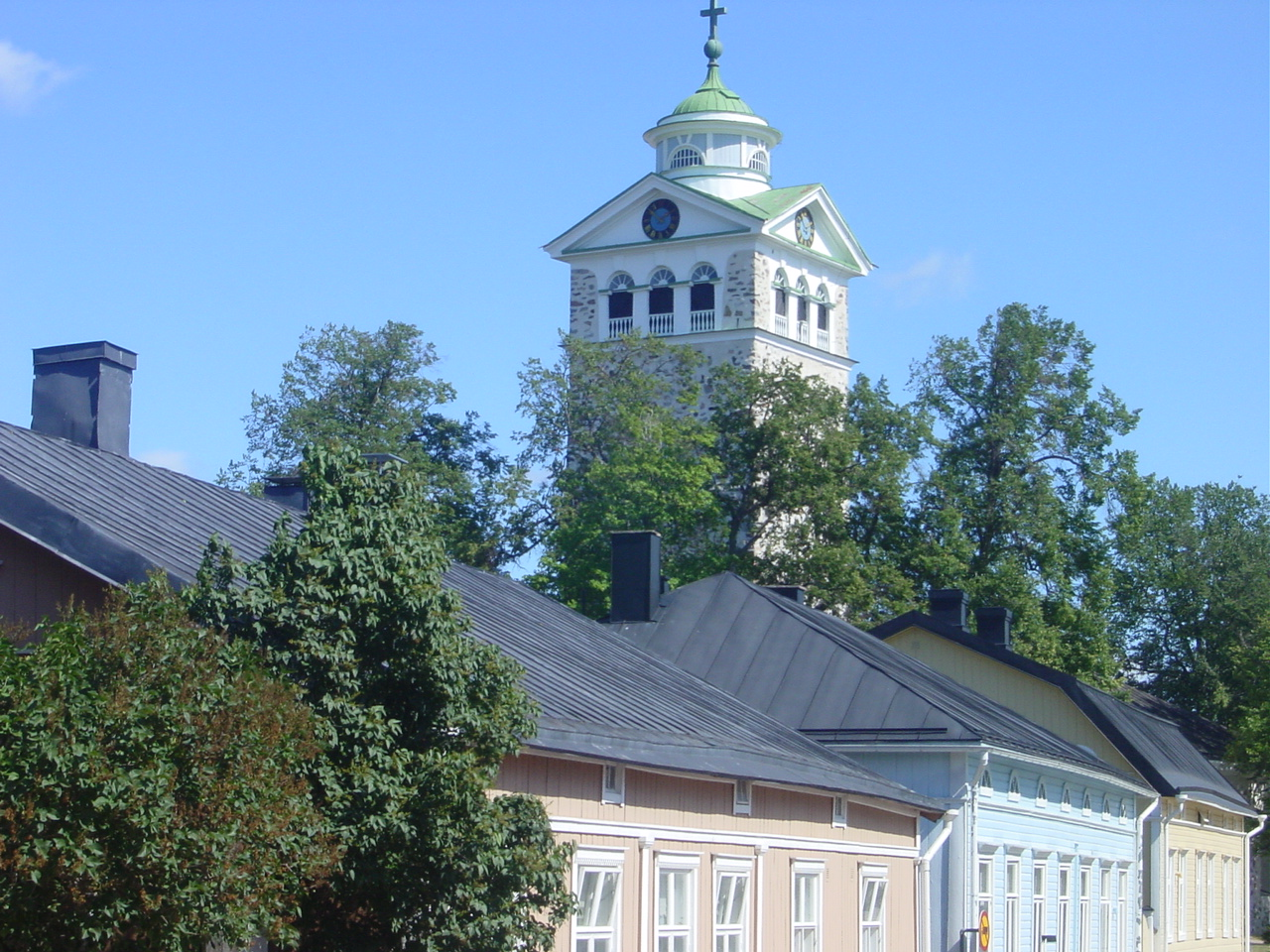
Die Kirche von Ekenäs stammt aus dem 17. Jahrhundert

Im Mittelalter gehörte das Gebiet Ekenäs wie das gesamte westliche Uusimaa zum Lehensgebiet der Burg Raseborg. 1528 wurde Ekenäs zum Verwaltungszentrum des Burglehens, 1546 erhielt der Ort von König Gustav Wasa die Stadtrechte. Die Kirche von Ekenäs entstand im 17. Jahrhundert, ihre heutige Form erhielt sie nach dem Stadtbrand von 1821.
Während der Zeit der russischen Herrschaft ab 1809 entwickelte sich Ekenäs zu einem beliebten Badeort des russischen Adels. Sehr beliebt war u. a. die Badebucht Källviken (schwed. für: Quellenbucht), mit ihrer Süßwasserquelle und Badebrücke. Die Quelle wurde später als Dagmarquelle bekannt, benannt nach der russischen Zarin Maria Fjodorowna (Prinzessin Dagmar von Dänemark), die mit ihrem Gatten Zar Alexander III. im Sommer häufig mit ihrer Yacht zu Gast in Ekenäs und in Källviken war. Um 1850 lebten in Ekenäs etwa 1500 Menschen. Im Englisch-Russischen Krieg (Krimkrieg) wurde die Stadt 1854 Schauplatz der Seeschlacht von Vitsand, bei der eine große Zahl russischer Segelschiffe, die den Schutz von Küstenbatterien gesucht hatten, durch britische Fregatten unter Admiral Charles Napier in der Bucht versenkt wurden. Nach der Anbindung an die Eisenbahnstrecke von Hanko (Hangö) nach Hyvinkää (Hyvinge) (Bahnstrecke Karis–Hanko) im Jahr 1873 wuchs die Stadt an und profitierte mit ihrem Tiefwasserhafen von der Expansion der benachbarten Metallwaren-Industriezentren von Fiskars und Billnäs. Darüber hinaus ist Ekenäs traditionell stark mit der Seefahrt verbunden und bis heute Heimat zahlreicher Seeleute.
Im Zweiten Weltkrieg wurden die Garnisonsstadt Ekenäs und das benachbarte Hangö Schauplatz heftiger Kämpfe zwischen Deutsch-Finnischen und Sowjetischen Verbänden, in deren Verlauf Teile der Stadt und die wichtigen Eisenbahnbrücken zerstört wurden. Nach dem Krieg folgte die Besetzung durch Sowjetische Truppen. Teile des Schärengartens der Stadt waren bis zum Anfang der 1950er Jahre besetzt und militärisches Sperrgebiet.
1977 wurden die Landgemeinde Ekenäs und die Gemeinde Snappertuna nach Ekenäs eingemeindet, 1993 folgte die Gemeinde Tenala, zu welchem auch ein Großteil der ehemaligen Gemeinde Bromarv gehörte. Anfang 2009 wiederum vereinigte sich Ekenäs mit Karis und Pohja zur neugegründeten Stadt Raseborg.

## Sehenswürdigkeiten

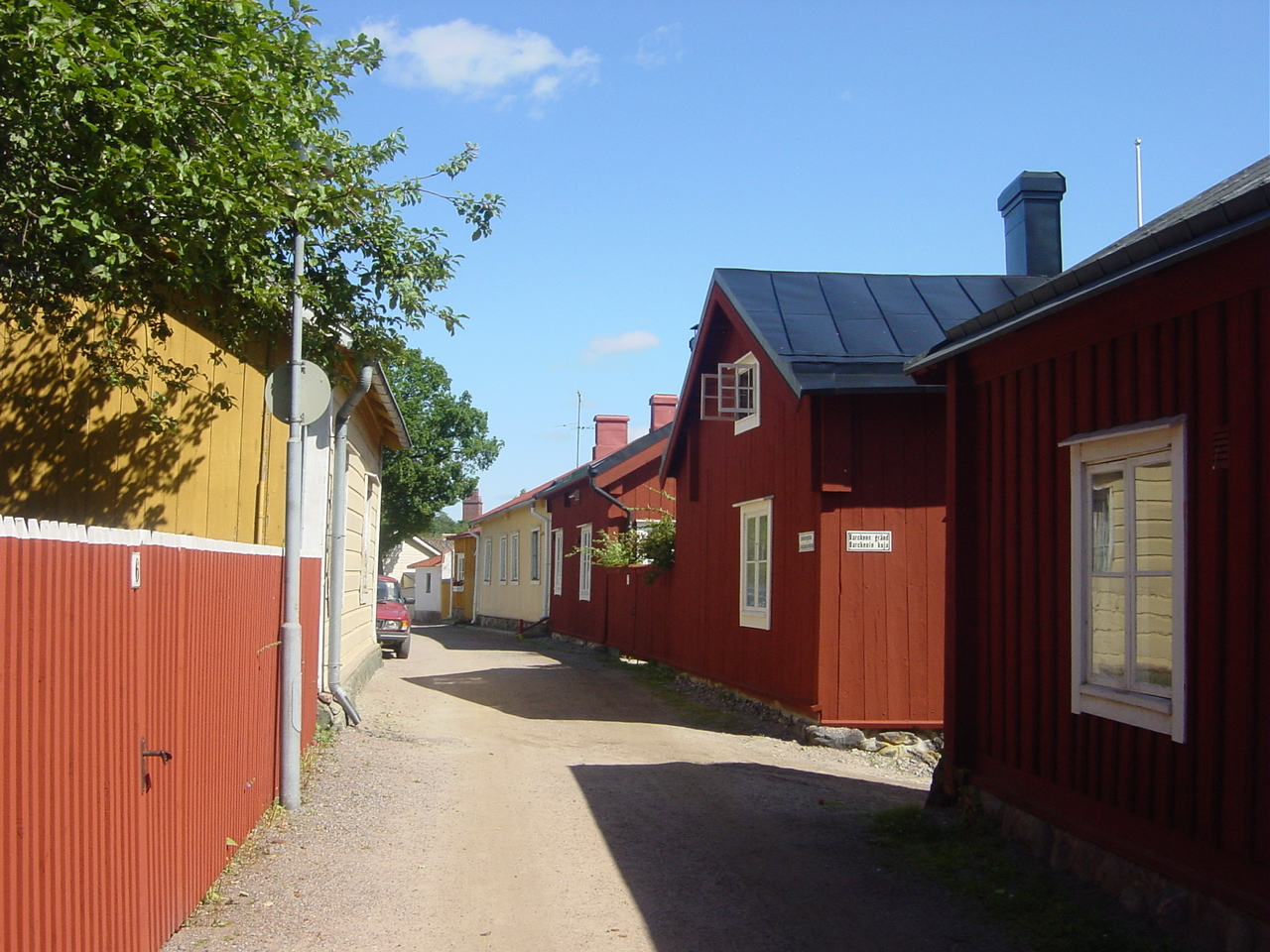
Holzhäuser in der Altstadt von Ekenäs

Im denkmalgeschützten Altstadtviertel Barckens udde in Ekenäs befinden sich zahlreiche Holzhäuser aus dem 19. Jahrhundert und der ehemalige Fischmarkt. Unweit der Haupteinkaufsstraße Kungsgatan (Fußgängerzone) befinden sich auf dem Schlosshügel (schwed. Slottsbacken) die Ruinen einer frühmittelalterlichen Befestigungsanlage, die aber nie fertiggestellt wurde und zugleich einen Blick über den Hafen bietet.
Weitere architektonische Sehenswürdigkeiten in Ekenäs sind die Ruinen der Burg Raseborg vor den Toren der Stadt, die im Sommer für Theateraufführungen genutzt wird. Weitere Sehenswürdigkeiten: Die Stadt-Kirche von Ekenäs, die im 16. Jh. errichtet und 1839–1842 vom Architekten Charles Bassi umgestaltet wurde. Weitere historisch bedeutende Kirchen sind in Snappertuna (1688) und Tenala (15. Jahrhundert) zu finden. Auch der alte Friedhof in Ekenäs mit seinen historischen Gräbern aus der Zarenzeit ist besuchenswert.
Im Sommer werden Ausflüge mit dem 1906 gebauten historischen Dampfschiff M/S Sunnan II in den Schärengarten und den Nationalpark angeboten. Abfahrt ist täglich im Nordhafen (Norra Hamnen).
Südlich des Nordhafens liegt die Strand Alleen mit einem großen Park, an dessen Ende sich der Freizeithafen und eine in den 20er Jahren des 19. Jahrhunderts erbaute Seebrücke (mit dem Restaurant Knipan) befinden, die neben der Kirche als eines der Wahrzeichen der Stadt gilt.

## Söhne und Töchter der damaligen Stadt
- Jonatan Reuter (1859–1947), Ingenieur, Lehrer und Schriftsteller
- Are Waerland (1876–1955), Ernährungspionier und Schriftsteller
- Nils Meinander (1910–1985), Wirtschaftswissenschaftler, Hochschullehrer für Volkswirtschaftslehre und Politiker
- Ole Torvalds (1916–1995), Schriftsteller und Journalist
- Hans Hasse Wind (1919–1995), Jagdflieger im Zweiten Weltkrieg
- Rolf Westman (1927–2017), Altphilologe und Philosophiehistoriker
- Thomas Blomqvist (* 1965), finnlandschwedischer Politiker (sfp)
- Linda Sandblom (* 1989), Hochspringerin
- Nanna Vainio (* 1991), Badmintonspielerin
- Pyri Soiri (* 1994), Fußballspieler
- Benjamin Källman (* 1998), Fußballspieler